# Lill-Stavträsket (Norsjö socken, Västerbotten)
Lill-Stavträsket är en sjö i Norsjö kommun i Västerbotten och ingår i Skellefteälvens huvudavrinningsområde. Sjön har en area på 0,168 kvadratkilometer och ligger 232,2 meter över havet. Sjön avvattnas av vattendraget Karsbäcken.

## Delavrinningsområde
Lill-Stavträsket ingår i det delavrinningsområde (719520-169921) som SMHI kallar för Utloppet av Lill-Stavträsket. Medelhöjden är 234 meter över havet och ytan är 0,4 kvadratkilometer. Räknas de 10 avrinningsområdena uppströms in blir den ackumulerade arean 62,4 kvadratkilometer. Karsbäcken som avvattnar avrinningsområdet har biflödesordning 2, vilket innebär att vattnet flödar genom totalt 2 vattendrag innan det når havet efter 100 kilometer. Avrinningsområdet består mestadels av skog (40 procent) och öppen mark (19 procent). Avrinningsområdet har 0,16 kvadratkilometer vattenytor vilket ger det en sjöprocent på 40,6 procent.